# Marc Roberts
Marc Roberts (Barnsley, Yorkshire del Sur, Inglaterra, 26 de julio de 1990) es un futbolista inglés. Juega de defensa y su equipo es el Barnsley F. C. de la League One de Inglaterra.

## Trayectoria

### Inicios
Comenzó su carrera en clubes amateur de Inglaterra como el Wakefield, Worksop Town, Buxton y FC Halifax Town.

### Barnsley
Fichó por el Barnsley de la League One en mayo de 2015. Debutó en la English Football League el 8 de agosto de 2015, en la derrota 3-1 ante el Chesterfield. Logró el ascenso a la EFL Championship en los play offs de la temporada 2015-16. Fue nombrado capitán del equipo el 28 de enero de 2017, luego de que Conor Hourihane fuera transferido al Aston Villa.

### Birmingham City
El 1 de julio de 2017 se unió al Birmingham City de la EFL Championship por cinco años, el valor de la transferencia no fue revelado. Jugó su primer encuentro como titular con el club en la primera jornada de la temporada 2017-18, encuentro que el Birmingham perdió por la mínima ante el Ipswich Town. Anotó su primer gol en Birmingham el 21 de abril de 2018 al Sheffield United.

## Estadísticas
Actualizado al último partido disputado el 3 de mayo de 2025.
| Club | Div.          | Temporada     | Liga  | Liga  | Copas nacionales(1) | Copas nacionales(1) | Total | Total |
| Club | Div.          | Temporada     | Part. | Goles | Part.               | Goles               | Part. | Goles |
| --- | ------------- | ------------- | ----- | ----- | ------------------- | ------------------- | ----- | ----- |
| F. C. Halifax Town Inglaterra                                                                                       | 5.ª           | 2013-14       | 46    | 5     | 2                   | 0                   | 48    | 5     |
| F. C. Halifax Town Inglaterra                                                                                       | 5.ª           | 2014-15       | 45    | 4     | 8                   | 1                   | 53    | 5     |
| F. C. Halifax Town Inglaterra                                                                                       | Total club    | Total club    | 91    | 9     | 10                  | 1                   | 101   | 10    |
| Barnsley F. C. Inglaterra                                                                                           | 3.ª           | 2015-16       | 35    | 1     | 6                   | 0                   | 41    | 1     |
| Barnsley F. C. Inglaterra                                                                                           | 2.ª           | 2016-17       | 40    | 4     | 3                   | 0                   | 43    | 4     |
| Birmingham City F. C. Inglaterra                                                                                    | 2.ª           | 2017-18       | 30    | 1     | 5                   | 0                   | 35    | 1     |
| Birmingham City F. C. Inglaterra                                                                                    | 2.ª           | 2018-19       | 8     | 0     | 1                   | 0                   | 9     | 0     |
| Birmingham City F. C. Inglaterra                                                                                    | 2.ª           | 2019-20       | 34    | 0     | 1                   | 0                   | 35    | 0     |
| Birmingham City F. C. Inglaterra                                                                                    | 2.ª           | 2020-21       | 36    | 4     | 1                   | 0                   | 37    | 4     |
| Birmingham City F. C. Inglaterra                                                                                    | 2.ª           | 2021-22       | 39    | 2     | 0                   | 0                   | 39    | 2     |
| Birmingham City F. C. Inglaterra                                                                                    | 2.ª           | 2022-23       | 25    | 0     | 1                   | 0                   | 26    | 0     |
| Birmingham City F. C. Inglaterra                                                                                    | 2.ª           | 2023-24       | 14    | 0     | 2                   | 0                   | 16    | 0     |
| Birmingham City F. C. Inglaterra                                                                                    | Total club    | Total club    | 186   | 7     | 11                  | 0                   | 197   | 7     |
| Barnsley F. C. Inglaterra                                                                                           | 3.ª           | 2024-25       | 37    | 3     | 4                   | 1                   | 41    | 4     |
| Barnsley F. C. Inglaterra                                                                                           | Total club    | Total club    | 112   | 8     | 13                  | 1                   | 125   | 9     |
| Total carrera | Total carrera | Total carrera | 389   | 24    | 34                  | 2                   | 423   | 26    |
| (1) Incluye datos de FA Cup, Copa de la Liga de Inglaterra, FA Trophy (2014-15) y Football League Trophy (2015-16). |               |               |       |       |                     |                     |       |       |

## Palmarés

### Títulos nacionales
| Título                 | Club           | País       | Año     |
| ---------------------- | -------------- | ---------- | ------- |
| Football League Trophy | Barnsley F. C. | Inglaterra | 2015-16 |